# Cabimas (município)
Cabimas é um município da Venezuela localizado no estado de Zulia.
A capital do município é a cidade de Cabimas.